# Río Magasca
Río Magasca är ett vattendrag i Spanien.   Det ligger i provinsen Provincia de Cáceres och regionen Extremadura, i den centrala delen av landet, 230 km väster om huvudstaden Madrid.